# Ampulex dementor
Espèce
Ampulex dementor est une espèce de guêpes de la famille des Ampulicidae, originaire de Thaïlande. Elle a été étudiée pour la première fois en 2014 par Michael Ohl (d) du musée d'histoire naturelle de Berlin en Allemagne.

## Description
L'Ampulex dementor est colorée en rouge et noir. Ses mandibules (la plupart) clypeus, prothorax, mésothorax et les régions posterolatérales sont tous rouge clair, tandis que son abdomen et une grande partie de sa tête sont noirs. Ses ailes sont légèrement jaunes. Ses pattes sont longues et élancées. La taille des femelles varie entre 9,6 et 10,9 mm. La longueur du mâle est inconnue.

## Étymologie
Les visiteurs du musée d'histoire naturelle de Berlin (au sein duquel l'espèce a été étudiée) ont été invités, par distribution de brochures, à choisir entre quatre noms, dont le troisième a été choisi :
- Ampulex bicolor, en raison de ses deux couleurs très distinctives, noir et rouge ;
- Ampulex mon, une allusion à son origine, la Thaïlande, et l'un des premiers « groupes ethniques » à y vivre ;
- Ampulex dementor, se référant à sa ressemblance comportementale avec les Détraqueurs (Dementors), créatures fictives de la série Harry Potter, qui se « nourrissent de l'âme de leur proie », laissant un corps « vide », comme le fait la guêpe ;
- Ampulex plagiator, une espèce qui « copie » la fourmi de plusieurs manières, comme sa façon de se déplacer et son apparence générale, ce qui en fait un plagiaire de ladite fourmi.

## Publication originale
- (en) Michael Ohl, Volker Lohrmann, Laura Breitkreuz, Lukas Kirschey et Stefanie Krause, « The soul-sucking wasp by popular acclaim--museum visitor participation in biodiversity discovery and taxonomy », PLOS One, PLoS, vol. 9, no 4,‎ 2014, e95068 (ISSN 1932-6203, OCLC 228234657, PMID 24755672, PMCID 3995701, DOI 10.1371/JOURNAL.PONE.0095068).